# Saint-Paul-du-Vernay
Saint-Paul-du-Vernay är en kommun i departementet Calvados i regionen Normandie i norra Frankrike. Kommunen ligger i kantonen Balleroy som ligger i arrondissementet Bayeux. År 2022 hade Saint-Paul-du-Vernay 830 invånare.

## Befolkningsutveckling
Antalet invånare i kommunen Saint-Paul-du-Vernay
Referens:INSEE